# Specklinia digitale
Specklinia digitale är en orkidéart som först beskrevs av Carlyle August Luer, och fick sitt nu gällande namn av Alec M. Pridgeon och Mark W. Chase. Specklinia digitale ingår i släktet Specklinia och familjen orkidéer. Inga underarter finns listade i Catalogue of Life.